# Homothermie
Homothermie oder Temperaturgleichheit bezeichnet den Zustand eines Sees, bei dem über die gesamte Tiefe des Wasserkörpers gleiche Temperatur herrscht. Dies ist in holomiktischen Seen meist nur bei Vollzirkulation im Frühling oder Herbst möglich.